# Saison 2013 de la WSA
La saison 2013 de l'Association internationale des joueuses de squash (ou WSA World Tour 2013), est constituée d'une centaine de tournois organisés par la WSA, dont cinq World Series et le prestigieux championnat du monde organisé en mars 2014 à Penang en Malaisie.

## Calendrier 2013 des tournois
Ce calendrier recense tous les tournois de catégorie : World Open, World Series, Gold.

### World Open
| Tournoi                                                             | Date            | Championne                                 | Finaliste        | Demi-finalistes               | Quart de finaliste                                    |
| ------------------------------------------------------------------- | --------------- | ------------------------------------------ | ---------------- | ----------------------------- | ----------------------------------------------------- |
| WSA World Open 2013 Penang, Malaysia World Open 120 000 $ - tableau | 14–21 mars 2014 | Laura Massaro 11–7, 6-11, 11–9, 5-11, 11–9 | Nour El Sherbini | Nicol David Raneem El Weleily | Joelle King Low Wee Wern Madeline Perry Camille Serme |

### World Series
| Tournoi                                                                               | Date                 | Championne                                 | Finaliste         | Demi-finalistes                 | Quart de finaliste                                            |
| ------------------------------------------------------------------------------------- | -------------------- | ------------------------------------------ | ----------------- | ------------------------------- | ------------------------------------------------------------- |
| Open de Kuala Lumpur 2013 Kuala Lumpur, Malaisie World Series Gold 70 000 $ - tableau | 27–31 mars 2013      | Laura Massaro 11-9, 11-7, 11-6             | Alison Waters     | Nicol David Joelle King         | Jenny Duncalf Madeline Perry Nour El Sherbini Natalie Grinham |
| British Open 2013 Hull, England World Series Platinum 95 000 $ - tableau              | 21–26 May 2013       | Laura Massaro 11-4, 3-11, 12-10, 11-8      | Nicol David       | Raneem El Weleily Alison Waters | Joelle King Jenny Duncalf Kasey Brown Omneya Abdel Kawy       |
| Malaysian Open 2013 Kuala Lumpur, Malaisie World Series Gold 70 000 $ - tableau       | 12–15 septembre 2013 | Nicol David 13-11, 11-13, 7-11, 11-8, 11-5 | Raneem El Weleily | Laura Massaro Camille Serme     | Joelle King Low Wee Wern Jenny Duncalf Sarah-Jane Perry       |
| US Open 2013 Philadelphie, États-Unis World Series Platinum 115 000 $ - tableau       | 13–18 octobre 2013   | Nicol David 11-8, 11-7, 11-6               | Laura Massaro     | Joelle King Low Wee Wern        | Raneem El Weleily Alison Waters Madeline Perry Kasey Brown    |
| Hong Kong Open 2013 Hong Kong, Chine World Series Gold 70 000 $ - tableau             | 4-8 décembre 2013    | Nicol David 11-7, 11-7, 12-10              | Raneem El Weleily | Alison Waters Annie Au          | Laura Massaro Jenny Duncalf Omneya Abdel Kawy Joshna Chinappa |

### Gold 50
| Tournoi                                                                   | Date               | Championne                                     | Finaliste         | Demi-finalistes                 | Quart de finaliste                                       |
| ------------------------------------------------------------------------- | ------------------ | ---------------------------------------------- | ----------------- | ------------------------------- | -------------------------------------------------------- |
| Cleveland Classic 2013 Cleveland, États-Unis Gold 50 50 000 $ - tableau   | 2–5 February 2013  | Raneem El Weleily 3-11, 11-5, 9-11, 11-5, 11-9 | Nicol David       | Alison Waters Madeline Perry    | Joelle King Nour El Sherbini Low Wee Wern Annie Au       |
| Carol Weymuller Open 2013 Brooklyn, États-Unis Gold 50 50 000 $ - tableau | 3–6 octobre 2013   | Nicol David 12-10, 11-2, 11-5                  | Camille Serme     | Laura Massaro Raneem El Weleily | Joelle King Low Wee Wern Jenny Duncalf Dipika Pallikal   |
| Open de Chine 2013 Shanghai, Chine Gold 50 50 000 $ - tableau             | 24–27 octobre 2013 | Nicol David 8-11, 6-11, 11-7, 11-7, 11-8       | Raneem El Weleily | Joelle King Natalie Grinham     | Alison Waters Low Wee Wern Jenny Duncalf Dipika Pallikal |

### Silver 35
| Tournoi                                                                   | Date               | Championne                                 | Finaliste       | Demi-finalistes           | Quart de finaliste                                             |
| ------------------------------------------------------------------------- | ------------------ | ------------------------------------------ | --------------- | ------------------------- | -------------------------------------------------------------- |
| Open de Greenwich 2013 Greenwich, États-Unis Silver 35 35 000 $ - tableau | 25–28 January 2013 | Nour El Sherbini 11-7 5-11 11-7 5-11 14-12 | Low Wee Wern    | Kasey Brown Camille Serme | Raneem El Weleily Madeline Perry Dipika Pallikal Nour El Tayeb |
| Open du Texas 2013 Dallas, États-Unis Silver 35 35 000 $ - tableau        | 9–12 May 2013      | Madeline Perry 9-11 11-8 8-11 11-5 11-6    | Natalie Grinham | Joelle King Jenny Duncalf | Kasey Brown Rachael Grinham Sarah-Jane Perry Misaki Kobayashi  |
| Open de Macao 2013 Macao, Chine Silver 35 35 000 $ - tableau              | 17–20 octobre 2013 | Dipika Pallikal 12-10 5-11 11-7 11-9       | Rachael Grinham | Natalie Grinham Joey Chan | Annie Au Joshna Chinappa Emma Beddoes Delia Arnold             |

### Silver 25
| Tournoi                                                                          | Date                           | Championne                            | Finaliste     | Demi-finalistes                | Quart de finaliste                                           |
| -------------------------------------------------------------------------------- | ------------------------------ | ------------------------------------- | ------------- | ------------------------------ | ------------------------------------------------------------ |
| Tournament of Champions 2013 New York, États-Unis Silver 25 25 000 $ - tableau   | 21–24 January 2013             | Natalie Grinham 11-6 11-6 11-5        | Kasey Brown   | Madeline Perry Rachael Grinham | Amanda Sobhy Joey Chan Sarah Kippax Joshna Chinappa          |
| Monte-Carlo Squash Classic 2013 Monte-Carlo, Monaco Silver 25 25 000 $ - tableau | 28 octobre - 1er novembre 2013 | Camille Serme 11-7, 17-15, 9-11, 11-8 | Laura Massaro | Natalie Grinham Nouran Gohar   | Nicolette Fernandes Aisling Blake Latasha Khan Heba El Torky |

## Top 10 mondial 2013
| Rank | 2013              | 2013    |
| ---- | ----------------- | ------- |
| 1    | Nicol David       | 3499.38 |
| 2    | Laura Massaro     | 2278.94 |
| 3    | Raneem El Weleily | 1656.25 |
| 4    | Alison Waters     | 1185.94 |
| 5    | Camille Serme     | 1071.88 |
| 6    | Joelle King       | 1040.29 |
| 7    | Jenny Duncalf     | 952.94  |
| 8    | Low Wee Wern      | 904.71  |
| 9    | Natalie Grinham   | 902.29  |
| 10   | Madeline Perry    | 867.58  |

## Retraites
Ci-dessous, la liste des joueuses notables (gagnants un titre majeur ou ayant fait partie du top 30 pendant au moins un mois) ayant annoncé leur retraite du squash professionnel, devenus inactives ou ayant été bannies durant la saison 2013:
- Jaclyn Hawkes (née le 3 décembre 1982 à Hong Kong) rejoint le circuit professionnel en 2003, atteignant un classement de 12e en décembre 2012. Elle gagne 3 titres WSA World Tour. Elle prend sa retraite en septembre après une dernière compétition au Carol Weymuller Open[2].
- Lauren Briggs (née le 8 août 1979 à Stanford-le-Hope) rejoint le circuit professionnel en 1999, atteignant un classement de 18e en décembre 2008. Elle gagne 12 titres WSA World Tour. Elle prend sa retraite en novembre après une dernière compétition au British Open[3].